# Carlo Guarrera
Carlo Guarrera (Catania, 19 febbraio 1960) è uno scrittore e performer, ideatore di testi letterari tra parola e musica italiano.

## Biografia
Negli anni novanta pubblica i saggi sul rapporto oralità e scrittura Le quattro stagioni di Lucio Piccolo,  Lo stile della voce (Sicania) e Taormina, vedetta degli dei (Mediterraneum) con Franco Battiato e Vittorio Graziano (1995). Nel 2003 scrive e rappresenta il poema Delirio dell'estasi, e nel 2008 il monologo Rose deep rose. Tra il 2009 e il 2010 rappresenta, tra le altre cose, Frammenti per versi e voce (insieme a Manlio Sgalambro e Rosalba Bentivoglio). Il suo interesse per la cultura zen giapponese lo ha portato a realizzare alcune azioni performative tra cui SIKI, quaranta haiku di Matsuo Basho. Ha rappresentato Favole della dittatura (di Leonardo Sciascia), Bella la verità! tratto dal romanzo Retablo di Vincenzo Consolo e Vita nuova di Dante all'Otsuka Museum of Art di Naruto in Giappone.
Ha lavorato con musicisti quali Francesco Cafiso, Nello Toscano, Claudio Cusmano, Ivan Cammarata, Giovanni Caruso, Rosalba Bentivoglio, Alberto Alibrandi, Susanne Hafenscher, Samyr Guarrera, Eva Orlowsky, Ares Velaora, Giampaolo Terranova, Alessandro Borgia, Mario Manola, Robert Shaun, Toti Bella, Flavio Privitera, Antonella Furian, Serena Pantaleo; con attori e registi come Alice Ferlito, Chiara Bentivegna, Giuseppe Paternò di Raddusa, Melita Poma e Jean Paul Denizon, con la video maker Sato Kuni e con lo scultore Luca Pantina alla realizzazione dell'installazione totemico-sonora My Totem: Requiem for Symbols (Palazzo della Cultura di Catania 2010), dell'installazione sonora Terra Luce Silenzio (Palazzo della Cultura di Catania, 2015) e di Un'altra terra desolata (2019).
Nel 2011 pubblica la sua prima opera narrativa: Occhi aperti spalancati. È autore dei testi e della musica di Persistent Shadow (2012), Diario di Virginia Poe (2017), performance ispirate alla vita e alle opere di Edgar Allan Poe, a cui hanno collaborato la video maker Sato Kuni, Susanne Hafenscher e Ginevra Guarrera. Nel 2014 ha scritto ed eseguito il live electronic INVASIONE, la notte della parola e la performance Io sono il tuo signore, dialogo dell'estasi. Nel 2017 pubblica Il grasso legnaiolo di Catania. Sogno 101 è un omaggio all'autobiografia di Giacinto Scelsi Il Sogno 101 (2018); nel 2023 pubblica il romanzo distopico La luna edicola (tra le ombre di Ankara).
È stato docente di letteratura italiana all'Università di Stato Dil ve Tarih Fakultesi di Ankara e cura da diversi anni relazioni nel campo della formazione e della promozione culturale tra Turchia e Italia.
È tra i fondatori della casa editrice Mesogea (Messina), del cui comitato di redazione fa parte dal 1999. È consulente editoriale ed è stato tra i curatori del progetto europeo, interscambio di culture, Ramses 2. Ha partecipato alla compilation n.7 di musica concreta dedicata al brano 4'33'’ di John Cage con il brano Beauty and Silence presso l’Institute for Alien Research (IFAR) di Bath (2013) con Robert Shaun. Ha promosso un laboratorio di musica non convenzionale dal titolo Giardino Sonante e il progetto seriale Studi orfici tra il 2017 e il 2020. Nel 2019 ha composto il soundtrack del mediometraggio “Hollywood del Simeto”. Ha lavoraro all’installazione ‘’Tempus’’ insieme a Leopoldo Mazzoleni (2018). Ha presentato due suoi Live Electronics Sogno 101 di Giacinto Scelsi (2018) e Un'altra terra desolata insieme a Gianluca Aresu e Luca Pantina (2019). Con Luca Pantina ha presentato l'installazione sonora "Terra Luce Silenzio" al museo d'arte contemporanea  "Loggiato San Bartolomeo" di Palermo (2020.). Con Gianluca Aresu, sempre con l'uso della tecnica della sintesi granulare, ha eseguito il testo "Caspar Hauser" (2021); Ha eseguito la performance iniziatica Orpheus con Alice Ferlito (2023). Ha costituito il gruppo musicale Club Somnambule (2024): Carlo Guarrera (chitarra elettrica, personal devices, cellodronin) con Davide Peri (sassofono soprano) e Sebastiano Pavia (basso guembrì, percussioni elettroniche). 

## Lavori di scrittura
- Il luogo della pittura (Messina, Sicania, 1988)
- In riva al cielo (Messina, Sicania, 1991)
- Le quattro stagioni di Lucio Piccolo ( Messina, Sicania, 1991) ISBN 978-88-7268-027-8
- Il colore dei sogni, (Catania, Mediterraneum, 1995) ISBN 88-86511-02-7
- (con Vittorio Graziano e Franco Battiato), Taormina: vedetta degli dei, (Catania, Mediterraneum, 1995) ISBN 978-88-86511-02-5
- La notte dell'anima ( Enna, Il Lunario, 1997)
- Lo stile della voce: mimesi del parlato da Verga a Consolo (Messina, Sicania, 1996) – ISBN 978-88-7268-066-7
- Il gran Mago del Sanatorium, (Catania, Mediterraneum, 1997)
- C'è una strada in mezzo al mare? (Messina, Mesogea, 2001)
- La casa con le due soglie (Istituto Europeo Promozione Arte Contemporanea Editore, Catania 2009)
- Occhi aperti spalancati (Mesogea, Messina 2011)
- Il grasso legnaiolo di Catania (Mesogea, Messina 2017)
- La luna edicola (tra le ombre di Ankara) (Mesogea, Messina 2023)

### Traduzioni e Cure
- L'imperatore inesistente di R. Whately e Aristarchus Newlight, con S.S.Nigro e S.Rapisarda, Palermo, Sellerio, 1989
- Il colore dei sogni di Carlo Guarrera, in Taormina, vedetta degli dei, con Franco Battiato e Vittorio Graziano, Catania, Mediterraneum, 1995
- Bilge Karasu, Notte, Messina, Mesogea, 2004
- Mehmet Coral, L'isola del dolore, Messina, Mesogea, 2009
- Ferit Edgu, Un inverno ad Hakkari, Mesoge, 2009

### Performance e Live Electronics
- Delirio dell'estasi (2003)
- Quartine senza dolore (2004)
- La voce della sera: Lucio Piccolo (2005)
- La voce della sera: Giovanni Pascoli (2005)
- La voce della sera: Toti Scialoja (2005)
- La voce della sera: Eugenio Montale (2006)
- La voce della sera: Giorgio Caproni (2007)
- Voci dal mare bianco: Aleixandre, Kavafis, Baudelaire, Gachem, Caproni, Campana, Penna (2008)
- Rose deep rose (2008)
- Siciliana: Consolo, D'Arrigo, Vittorini, Piccolo, Sciascia (2009)
- Favole della dittatura, di Leonardo Sciascia (2009)
- Topologia di una città fantasma, di Alain Robbe-Grillet (2009)
- Il corvo, di Edgar Allan Poe (2009)
- Frammenti per versi e voci, di Manlio Sgalambro, Carlo Guarrera e Rosalba Bentivoglio (2009)
- La mia sposa di Efeso (2009)
- Otto maschere e salamandre (2009)
- Ogni oltre (2009)
- Hypnos (2009)
- Poiché non spero più di ritornare (2009)
- Le fiabe del piccolo papero (2010)
- Bella la verità. Riduzione di Retablo di Vincenzo Consolo (2010)
- Invasione (2010)
- Amorosicante deliriazione (2010)
- Stagioni: 40 Haiku, di Matsuo Basho (2010)
- Vita Nuova, di Dante (2011)
- Persistent Shadow. Ispirato alla vita e alle opere di Edgar Allan Poe (2012)
- Invasione, la notte della parola (2014)
- Io sono il tuo signore, dialogo dell'estasi (2014)
- Terra Luce Silenzio (2015)
- Giardino sonante - Jardinière méditativ (2015)
- Rose, deep rose, il calligrafo (2016)
- Diario di Virginia Poe (2017)
- Sogno 101 (2018)
- Un'altra terra desolata (2019)
- Kaspar Hauser (2022)
- Orpheus (2023)
- Club Somnambule (2024)

### Musica
- Travelling Solo (2007)
- Abstract Moon (2007)
- Requiem for Symbols (2008)
- Sleeping Numbers (2010)
- Persistent Shadow (long Music Version) (2011)
- Beauty and Silence (2013)
- Reposa (2014)
- Kappadokya (2015)
- Sei Requiem (2015)
- Giardino Sonante - Anicca - Imperfetto Silenzio (2015)
- Mappa del silenzio(2016)
- Mappa del dolore (2016)
- Il sogno 101 di Giacinto Scelsi (2017)
- Tempus (2018)
- Echodystopia (2020)
- Somnium (2021)
- Studi orfici (2023)
- Doppio gioco (con Serena Pantaleo sul programma radiofonico RAI Battiti) (2023)
- Composizioni immobili (2024)

### Installazioni sonanti
- My Totem: Requiem for Symbols. Installazione su uno studio della scienza dei simboli sacri di Réné Guenon. Con Luca Pantina (2011)
- Terra Luce Silenzio Installazione sul vuoto della meditazione e sulla pace. Con Luca Pantina, curato da Andrea Guastella, con saggi di Rocco Giudice, José Antonio Antón Pacheco dell'Università di Siviglia (2015) e Rosa Fernandéz Goméz dell'Università di Malaga (2015); Palermo, Museo d'Arte Contemporanea "Loggiato di San Bartolomeo, luglio 2020.
- Tempus con Leopoldo Mazzoleni (2019). Installazione sul tema dell’acqua, del tempo e dell’alea. Cura di Rocco Giudice.
- Un'altra terra desolata (2023) Installazione con scultura di carta di Luca Pantina. Musica e testo di Carlo Guarrera.